# Björksebo göl
Björksebo göl är en sjö i Hultsfreds kommun i Småland och ingår i Viråns huvudavrinningsområde.